# The Cat Who Went to Heaven
The Cat Who Went to Heaven (littéralement : « Le Chat qui alla au Paradis ») est un roman américain d'Elizabeth Coatsworth paru en 1930. Le livre a reçu la Médaille Newbery en 1931. L'intrigue se passe dans l’ancien Japon et concerne un artiste fauché et un chat calico que lui rapporte sa femme de ménage.

## Genèse
Elizabeth Coatsworth écrit son premier livre pour enfants en 1927 avec The Cat and the Captain. C'est trois ans plus tard et fortement inspirée par ses voyages en Orient lors de sa jeunesse (Chine, Corée, Japon et Java à la fin des années 1910), qu'elle écrit en une semaine à peine The Cat Who Went to Heaven. Le roman, de seulement 88 pages, est illustré par Lynd Ward lors de sa première édition américaine,.

## Résumé
L'histoire est soi-disant fondée sur un ancien conte bouddhiste et inclut un résumé de la vie de Bouddha, et donne un aperçu des vies antérieures animales de Bouddha comme dans les Jātaka.
Chaque chapitre est clos par une chanson de la femme de ménage, son commentaire perspicace de ce qui se passe.